# Аскіно (Аскінський район)
А́скіно (рос. Аскино, башк. Асҡын) — село, центр Аскінського району Башкортостану, Росія. Адміністративний центр Аскінської сільської ради.
Населення — 6918 осіб (2010; 6853 у 2002).
Національний склад:
- башкири — 54 %

## Історія
Село засновано 1650 року переселенцями з Пермської губернії. Ясачні (а згодом державні) російські селяни влаштувалися на вотчинній землі Уфа-Танипської волості за договором з башкирами перед самою IV ревізією 1783 року. Усі вийшли з різних волостей Осинського повіту Пермської губернії.
У 70-х роках XIX століття в Аськіно були церква і молебний будинок для розкольників. У волосному центрі знаходилися правління, поштова станція, 2 училища, маслобійний завод, 3 млини. Базари проводилися по п'ятницях, ярмарки — 9 травня і 27 вересня. У 80-х роках XIX століття село стало центром культурного життя волості й округу. Тут почали ставити спектаклі.
Після 1917 року Аскіно стало сільськогосподарським центром. У 1918—1919 роках Аскінський район був місцем тривалих і запеклих битв між білими і червоними партизанами, а потім і між регулярними військами. Тут був сформований 30-й Аськінський полк, що входив до складу 8-ї Камської дивізії імені адмірала Колчака, який особливо відзначився в боях. Частина червоних партизанів вступила в Бірську бригаду і в Уральську партизанську армію В. К. Блюхера. Поблизу села відбулася перша зустріч блюхерівців із 3-ю армією і подальше з'єднання з нею.
У селі з 1800 року діє церква, працює краєзнавчий музей.